# Oprávnění v systému souborů
Většina moderních souborových systémů umožňuje kontrolovat přístup k souborům a adresářům pomocí oprávnění, která jsou udělena jednotlivým uživatelům nebo skupinám uživatelů. Na základě těchto oprávnění může operační systém dovolit nebo odepřít čtení nebo zápis do souboru, přejmenování, změnu oprávnění a podobně.

## Systémy oprávnění
Tradiční unixová oprávněníStandard POSIX definuje jednoduchý systém oprávnění, který používají všechny unixové systémy včetně Linuxu a Mac OS X. Proto ho nazýváme jako tradiční unixová oprávnění.
Access control listVětšina moderních systémů podporuje nějakou formu Access control list (ACL). Systémy z rodiny Windows NT, Netware nebo OpenVMS podporují ACL od svého vzniku; konkrétní realizace se mezi jednotlivými systémy liší. POSIX definuje ACL pro unixové systémy, do Linuxu byla podpora oficiálně přidána v roce 2003 (po vydání RHEL 3).
Bez oprávněníDOS a jeho varianty včetně systémů, které jsou na něm založené (tzv. Windows pro DOS, tj. např. Windows 95 a Windows 98) s oprávněními nepracují. K dispozici je pouze speciální atribut jen pro čtení (anglicky read-only), který však může být změněn libovolným programem nebo uživatelem.

## Implementace

### Unix a příbuzné systémy
Tradiční unixová oprávnění pocházejí z přelomu 60. a 70. let minulého století, kdy počítače měly velmi málo paměti (řádově desítky kB) a pomalé procesory. Oprávnění byla proto vytvořena co nejjednodušeji, aby se minimalizovala režie operačního systému při jejich interpretaci.
Rozeznáváme 3 základní oprávnění – čtení (Read), zápis (Write) a spuštění (eXecute), které se aplikují na majitele, skupinu a ostatní uživatele systému. Kromě této trojice existují ještě speciální oprávnění SUID, SGID a sticky bit (viz též přístupová práva v Unixu).